# Polskie Towarzystwo Badań nad Dziećmi
Polskie Towarzystwo Badań nad Dziećmi – towarzystwo istniejące od 27 kwietnia 1907 do około 1921 roku, zajmujące się badaniami nad dziećmi.
Przewodniczącą towarzystwa była Aniela Szycówną, w zarządzie byli
Władysław Chodecki, Jadwiga Rzędkowska, Edmund Bogdanowicz, Władysław Sterling, Władysław Weryho, Władysława Weycherrówna. Sprawozdania Towarzystwa drukowano w Przeglądzie
Filozoficznym oraz w Pamiętnikach. W roku 1908 było 106 członków, głównie nauczycieli i lekarzy.
Towarzystwo utworzyło Komisję Rysunków, Komisję Badania Mowy Dziecka, Komisję Badania Pojęć Matematycznych, Komisję Badania Dzieci Upośledzonych Umysłowo, Komisję Badania Charakteru. Komisja Badania Dzieci Upośledzonych Umysłowo została utworzona przez neurologa Władysława Sterlinga w 24 października 1909 roku. Współpracowała z nim m.in. Eugenia Lubliner.
Członkami Towarzystwa byli m.in. Edward Flatau, Janusz Korczak, Samuel Dickstein, Józefa Joteyko, Julian Ochorowicz, Rafał Radziwiłłowicz, Stefania Sempołowska, Kazimierz Twardowski, Maria Weryho, Bronisław Handelsman.